# Heavy Unit
Heavy Unit (ヘビーユニット メガドライブスペシャル) est un jeu vidéo de type shoot them up à défilement horizontal développé par Kaneko, sorti en 1988 sur borne d'arcade par Taito. Il a été adapté sur PC Engine en 1989 et sur Mega Drive en 1990, dans des versions présentant de légères différences de graphisme et de jouabilité par rapport à la version arcade. La version sortie sur PC-Engine est la plus fidèle à l'originale de 1988.

## Système de jeu
Le joueur est aux commandes du chasseur spatial "Heavy Unit" transformable en robot.
Chaque mode, chasseur ou robot, dispose de deux armements différents, accessibles par les deux boutons d'action.
Le chasseur spatial dispose d'un tir frontal large (bouton 1) et de bombes larguées verticalement vers le haut et le bas (bouton 2).
Le robot propose un tir frontal concentré mais plus puissant (bouton 1) ainsi que des missiles à tête chercheuses (bouton 2)
Plusieurs bonus permettent de faire évoluer les capacités du Heavy Unit :
- S : augmente la vitesse du vaisseau
- P : augmente la puissance de l'armement
- B : active un bouclier très efficace autour du vaisseau
- T : permet de transformer le Heavy Unit d'un mode à l'autre
- E : vie supplémentaire